# Wartislaw I.

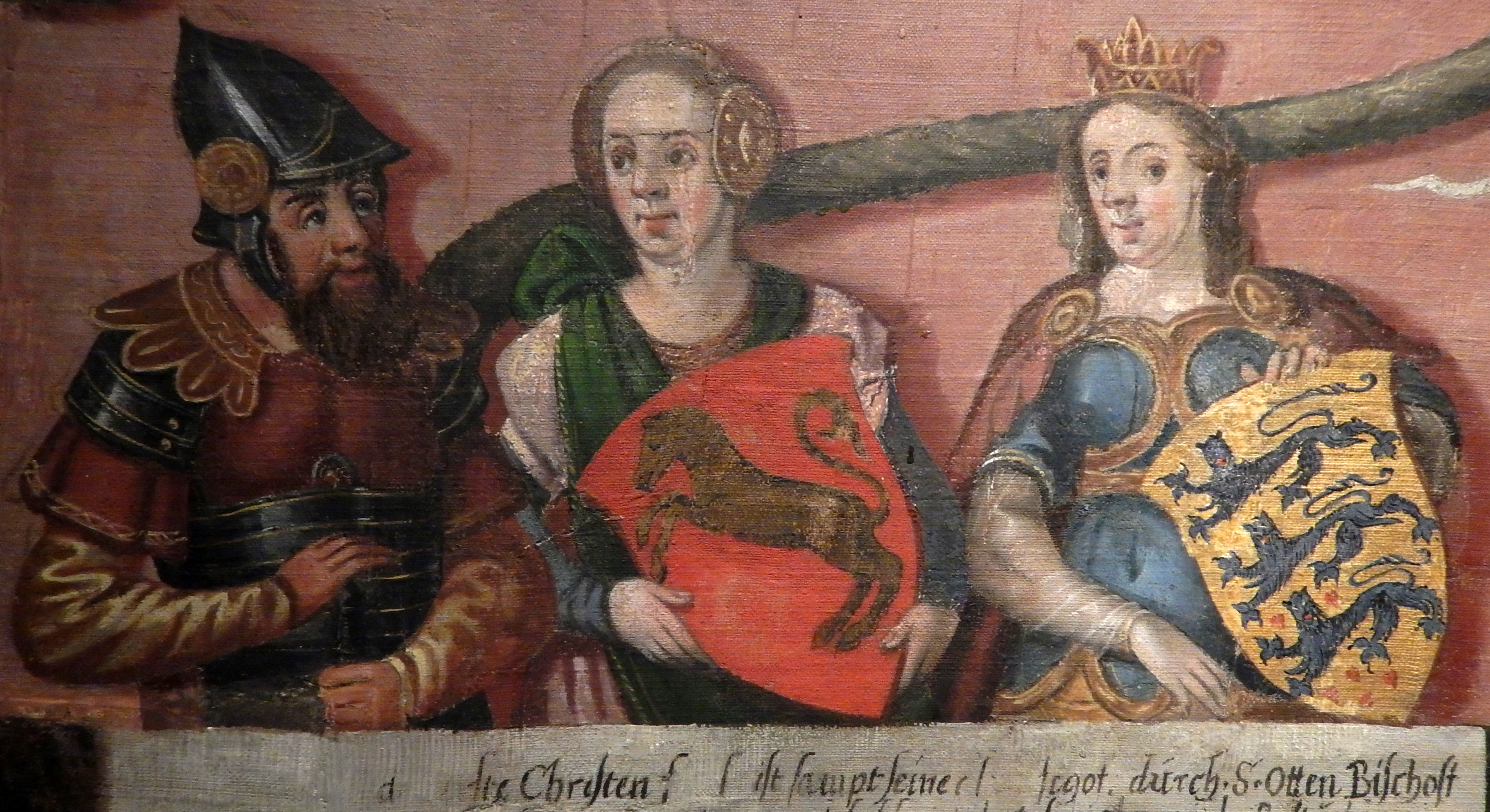
Wartislaw I. mit seinen Gemahlinnen Heila und Ida, aus dem Stammbaum der Greifen von Cornelius Krommeny, 1598.

Wartislaw I. (* um 1100; † vor 1148 in Stolpe) war ein Fürst in Pommern. Er gilt als Stammvater der Dynastie der Greifen und Begründer des pommerschen Herzogshauses. Wesentlich förderte er die Einführung des Christentums in Pommern.

## Leben
Über die Herkunft Wartislaws ist nichts bekannt. Seine erste Erwähnung findet sich in der Vita des Bischofs und Missionars Otto von Bamberg. Dessen erste Missionsreise fand im Auftrag des polnischen (Senior-)Herzogs Bolesław III. Schiefmund statt, der das Mündungsgebiet der Oder mit der Stadt Stettin 1121/1122 erobert hatte.
Wartislaw I. übernahm die Verwaltung des von Bolesław III. eroberten Gebietes der Liutizen westlich der Oder. In dieses Gebiet führte 1128 Otto von Bambergs eine zweite Missionsreise, diesmal unter dem Schutz Königs Lothar von Supplinburg und des Markgrafen (zu der Zeit noch der Mark Lausitz) Albrecht des Bären. Im Beisein Ottos und Wartislaws beschlossen die Adligen des Landes Pfingsten 1128 bei einem Landtag in Usedom die Annahme des Christentums.
Im Jahr 1135 musste Wartislaws Lehenherr Boleslaw für die Gebiete westlich der Oder die Lehenshoheit des Heiligen/Römischen Reiches anerkennen. Dadurch wurde Wartislaw als Aftervasall auch dem Reich gegenüber lehenspflichtig.
Wartislaw starb unterschiedlichen Angaben zufolge zwischen 1135 und 1148. Er soll bei Stolpe an der Peene, wo sich möglicherweise eine heidnische Kultstätte befand, von einem sich der Christianisierung widersetzenden Wenden erschlagen worden sein. Sein Bruder Ratibor stiftete später an dem Ort eine Kirche, wo Wartislaw wahrscheinlich beigesetzt wurde und 1153 mit Wartislaws Söhnen das Kloster Stolpe.
Wartislaw I. war zweimal verheiratet. Seine erste Frau hieß Heila, ihre Verbindung zum Welfenhaus ist nicht belegt. Seine zweite Frau Ida war angeblich eine dänische Prinzessin und gilt als Mutter seiner Söhne Bogislaw I. und Kasimir I., die wahrscheinlich nach 1124 zur Welt kamen. Sein Bruder Ratibor, Begründer der Seitenlinie der Ratiboriden, übernahm nach Wartislaws Tod die Vormundschaft über die Kinder.

### Spekulationen und unbelegte Behauptungen
Über die Herkunft Wartislaws ist nichts bekannt.
Einer Vermutung nach könnte er der Sohn des als „Oderherzog“ (lateinisch dux Odrensis) bezeichneten Suatopolk (Swantopolk) gewesen sein. Dieser hatte um 1112/1113 seinen ältesten Sohn als Geisel an den polnischen Hof entsenden müssen. Eine angebliche sächsische Gefangenschaft Wartislaws ist nicht belegt.
Auch gibt es keinerlei historische Berichte, ob er als Verbündeter oder Gegner involviert war, als Bolesław III. Schiefmund 1121/1122 das Mündungsgebiet der Oder und die Stadt Stettin eroberte.
Unklar ist, ob und inwieweit es Wartislaw gelang, Vorteile aus dem Interessengegensatz von Lothar III. und Wartislaw zu ziehen.

## Gedenken

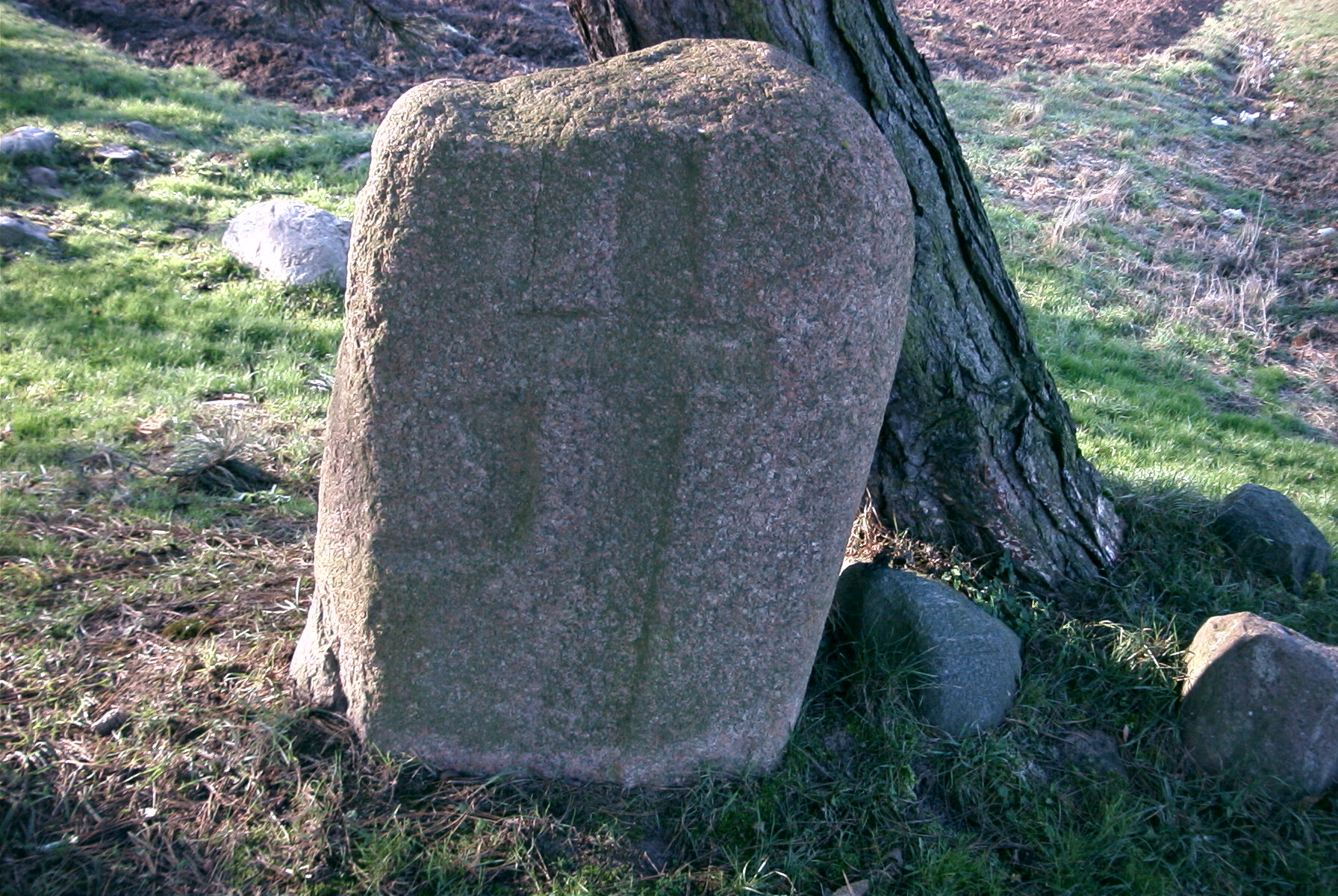
Wartislawstein bei Grüttow

Der Wartislawstein an der Bundesstraße 110 beim Stolper Ortsteil Grüttow soll als Sühnezeichen an den angeblichen Ort der Ermordung Wartislaws erinnern. Im Laufe der Jahrhunderte wurde der Stein, der auch als Grenzmarke zwischen herzoglichem und klösterlichen Besitz gedeutet wird, jedoch mehrfach an einen anderen Standort verbracht.
In Stolpe wurde 1893 die Wartislaw-Gedächtniskirche eingeweiht, die anstelle der alten zerstörten Klosterkirche nach Vorlagen von Kirchenbaumeister Theodor Prüfer errichtet wurde. Im Eingangsraum der Kirche finden sich zwei Gedenktafeln. Eine davon ist der Kirchenweihe 1893 gewidmet, die andere erinnert an den ersten christlichen Pommernherzog Wartislaw I., genannt der Bekenner. Sie trägt folgende Inschrift: „Der erste christliche Pommernherzog Wartislaw I. wurde um seines Glaubens willen ermordet zu Stolpe an der Peene 1136“.